# Ясунаґа Масіро
Ясунаґа Масіро (11 липня 1999) — японська синхронна плавчиня.
Учасниця Олімпійських Ігор 2020 року.
Призерка Чемпіонату світу з водних видів спорту 2022 року.